# ASUS Eee Keyboard
El Asus Eee Keyboard es una computadora dentro de un teclado de tamaño convencional. Tiene una pantalla táctil de 5" en el lugar correspondiente al teclado numérico.

## Especificaciones
- Peso: 1.1 kg
- Pantalla con resolución de hasta 800×480 píxeles.
- Video: broadcom AV-VD904
- Wi-Fi 802.11b/g/n
- Batería: hasta 4 horas

## Puertos sobre el equipo
- HDMI
- VGA
- Antena de Wi-Fi + UWB
- Lan
- 3 USB
- Jacks de Audio

## PuertosUWB
- Salida de audio
- HDMI
- Mini-USB
- 2 USB